# Cantó de Nevers-Sud
El cantó de Nevers-Sud és un cantó francès del departament del Nièvre, situat al districte de Nevers. Té 3 municipis i part del de Nevers.

## Municipis
- Challuy
- Marzy
- Nevers (part)
- Sermoise-sur-Loire

## Història
| Data d'elecció                           | Identitat          | Partit | Qualitat |
| ---------------------------------------- | ------------------ | ------ | -------- |
| 1949-1967                                | Marius Durbet      | UNR    |          |
| 1967-1973                                | Daniel Benoist     | PS     |          |
| 1973-1992                                | Michel Girand      | RPR    |          |
| 1992-1998                                | Daniel Rostein     | UDF    |          |
| 1998-2004                                | Jean-Claude Boulez | PS     |          |
| 2004-                                    | Yvette Morillon    | PS     |          |
| les dades anteriors no són pas conegudes |                    |        |          |
|                                          |                    |        |          |